# Schackendorf
Schackendorf es un municipio situado en el distrito de Segeberg, en el estado federado de Schleswig-Holstein (Alemania). Tiene una población, a finales de 2021, de 904 habitantes.
Forma parte de la mancomunidad de municipios (en alemán, amt) de Trave-Land.
Está ubicado al sureste de Neumünster y al norte de Hamburgo, cerca de la frontera con los estados de Meclemburgo-Pomerania Occidental y Baja Sajonia.